# كارو مورات
كارو مورات (بالألمانية: Karo Murat)‏ مواليد 2 سبتمبر 1983 هو ملاكم محترف أرمني ألماني يصنف ضمن فئة وزن خفيف الثقيل.

## المسيرة الاحترافية
من نزالاته:
- خسر أمام برنارد هوبكينز (2013/10/26).
- تعادل مع غابرييل كامبايلو (2011/10/01).
- خسر أمام ناثان كلفرلي (2010/09/18).
- انتصر على غابرييل كامبايلو (2008/09/20).

## إحصائيات
خاض خلال مسيرته 34 نزالا، فاز في 30 وتعادل في 1 وخسر في 3. فاز بالضربة القاضية في 17 نزالا.

## وصلات خارجية
- كارو مورات على موقع بوكس ريك (الإنجليزية) (registration required)

- الموقع الرسمي